# Neobisium carnae
Neobisium carnae es una especie de arácnido del orden Pseudoscorpionida de la familia Neobisiidae.
Presenta las subespecies:
- Neobisium carnae carnae
- Neobisium carnae fraternum

## Distribución geográfica
Se encuentra en los territorios que antes se llamaban Yugoslavia.